# Setauket-East Setauket
Setauket-East Setauket est une localité du comté de Suffolk dans l’État de New York, aux États-Unis, située sur la côte nord de Long Island. En 2010, la population était composée de 15 477 habitants.

## Personnalités liées à la ville
- William Sidney Mount, peintre américain (1807-1868).
- Abraham Woodhull (7 octobre 1750 - 23 janvier 1826)  (membre du Culper Ring) (espion).
- James Simons (1938), milliardaire et fondateur du hedge fund Renaissance Technologies.
- Annie Rensselaer Tinker (1884-1934), infirmière de la Croix-rouge britannique durant la 1ère guerre mondiale, suffragette et philanthrope a appris à naviguer à Setauket, lieu de villégiature familial.